# Pionium
Le pionium est un atome exotique composé par un méson π+ et un méson π-. De telles structures sont généralement créées artificiellement par l'interaction d'un faisceau de protons frappant un noyau atomique cible dans un accélérateur de particules.
Le pionium est l'objet d'études au CERN afin de mesurer sa durée de vie. La théorie de la perturbation chirale la prédit à 2,89×10-15 seconde. La confirmation ou l'infirmation de cette prédiction est un important test de la chromodynamique quantique dans le domaine des basses énergies.